# Ksar Ouled Abdelwahed
Ksar Ouled Abdelwahed ou Ksar Ouled Abd El Ouahaa est un ksar de Tunisie situé dans le gouvernorat de Tataouine.

## Localisation
Le ksar constitue un ensemble, baptisé Ksour Jelidet, avec deux voisins, Ksar Ouled Boujlida et Ksar Ouled M'hemed, avec qui il partage des caractéristiques communes (date de fondation et plan compact avec une entrée couverte ou skifa). Tous trois sont situés sur une colline au pied de l'escarpement du djebel Abiodh.

## Histoire
Si Kamel Laroussi estime sa fondation au XVIIIe siècle, il semble avoir été fondé dans la deuxième moitié du XIXe siècle comme ses voisins.

## Aménagement
Le ksar de forme rectangulaire (60 mètres sur 80) compte 175 ghorfas, réparties surtout sur deux étages (quelques-unes sur trois étages). 97 ghorfas sont dénombrées par Kamel Laroussi en 2004 et 150 par Abdesmad Zaïed en 1992. Un bloc de ghorfas se trouve dans la cour.
L'ensemble est restauré en 2006 grâce à un financement du programme de développement agro-pastoral et de promotion des initiatives locales pour le Sud-Est (PRODESUD).